# Trachipterus trachypterus
Trachipterus trachypterus là một cá ruy băng của họ Trachipteridae, được tìm thấy ở vùng biển nhiệt đới và cận nhiệt đới trên toàn thế giới. Chiều dài của nó lên đến 3 m.